# Dorian Dervite
Dorian Dervite (ur. 25 lipca 1988 w Lille) – francuski piłkarz grający na pozycji środkowego obrońcy.
Dervite zaczynał karierę w klubie Lille OSC. W lipcu 2006 roku przeniósł się do Anglii, by dołączyć akademii juniorskiej Tottenhamu. W pierwszym zespole zadebiutował 8 listopada 2006 roku w wygranym 3-1 meczu 4 rundy Carling Cup przeciwko Port Vale.
Na początku stycznia 2007 roku Dervite uległ kontuzji kolana podczas meczu towarzyskiego rezerw przeciwko Norwich City. Uraz ten wykluczył go z gry na kilka miesięcy. W styczniu 2009 roku dołączył na zasadzie wypożyczenia do klubu Southend United